# 吸収線量
吸収線量（きゅうしゅうせんりょう、absorbed dose）とは、放射線の照射によって単位質量あたりの物質が吸収するエネルギー量を言う。吸収線量の単位はグレイ（Gray、記号:Gy）が用いられる。なお、1 Gy = 1 J/kgである。
吸収線量は、その定義として物質の定めが無い。そのため取り扱う問題に応じて物質を定める必要がある。よく用いられるのは、臓器吸収線量（物質が人体の臓器）と空気吸収線量（物質が空気）である。

## 概要
物質が放射線の照射を受けると、放射線と物質との相互作用（主に電離・励起）により、物質は放射線のエネルギーを吸収する（放射線が物質にエネルギーを与える）。物質の種類を指定せず、放射線の照射により単位質量あたりに物質が吸収するエネルギー量を吸収線量（absorbed dose）と呼ぶ。単位としては J/kg の代わりにグレイ Gy が使われる。
放射線は人体にとって一般に有害であるが、放射線の健康影響を決定する最も大きな要素は、この放射線被曝によって人体の臓器に与えられた吸収線量（臓器吸収線量）である。ただし、吸収線量が同じ場合でも入射した放射線の種類（ガンマ線、アルファ線など）や中性子線の場合はそのエネルギーによって生体に与える影響は異なる。そのため、放射線防護の世界に置いては吸収線量ではなく吸収線量に補正係数である放射線荷重係数を掛け合わせた等価線量が用いられる。
吸収線量（臓器吸収線量）が主に用いられるのは、放射線防護の領域外である確定的影響を問題とする場合や医療分野における放射線診断・治療による医療被曝の線量を表す場合である。医師は通常放射線治療を Gy または mGy 単位で処方する。

## 定義

### 吸収線量（absorbed dose）
質量 m の物質が吸収する平均エネルギー量が {\displaystyle {\bar {\epsilon }}} であるとき、吸収線量 D は、
（吸収線量）{\displaystyle D={\frac {\mathrm {d} {\bar {\epsilon }}}{\mathrm {d} m}}}
と定義される。微分形で定義されているのは、物質の一定の体積ではなく、点で定義できることを示している。また、平均エネルギー {\displaystyle {\bar {\epsilon }}}としているのは、放射線一本一本の挙動はランダムであり、平均エネルギーとしてしか考えられないものであるからである。